# فسندوز
فسندوز هي قرية في مقاطعة مياندوآب، إيران. عدد سكان هذه القرية هو 2,681 في سنة 2006.